# Rezerwat przyrody Ropice

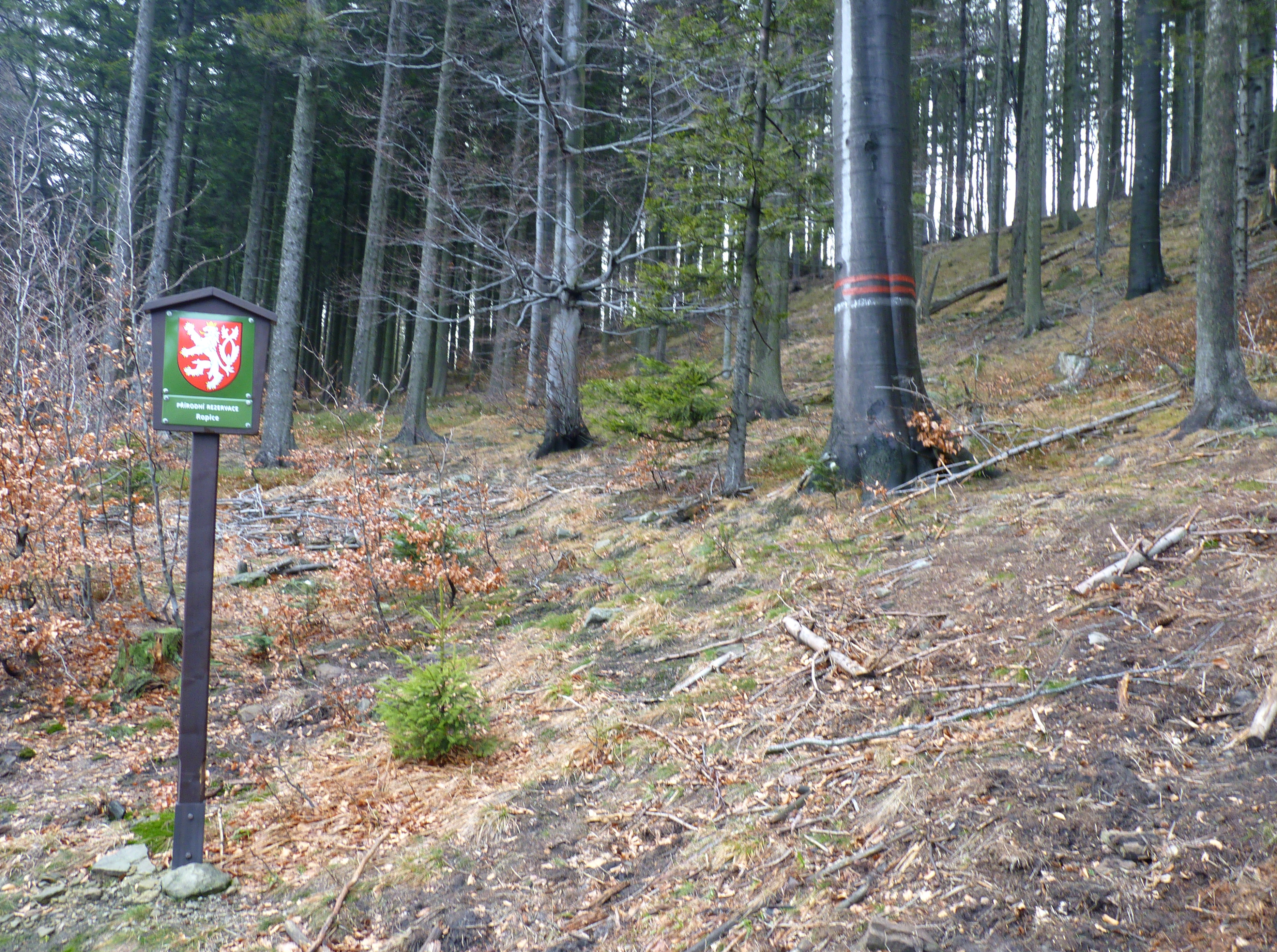
Rezerwat przyrody Ropice

Ropice – rezerwat przyrody w północno-wschodniej części Beskidu Morawsko-Śląskiego, między wsiami Rzeka i Morawka w powiecie frydecko-misteckim. Obszar chroniony składa się z dwóch niezwiązanych ze sobą części, większa zajmuje szczyt i części stoków góry Ropice (1083 m), mniejsza natomiast znajduje się na południowo-zachodnich zboczach góry Ropička (918 m). Terenem zarządza administracja AOPK ČR obszaru chronionego krajobrazu Beskidów.
Przyczyną ochrony jest kompleks lasów, głównie mieszanych z reprezentacją wielu zagrożonych i rzadkich gatunków organizmów, zwłaszcza ptaków. Ważne są również zjawiska geomorfologiczne, takie jak ściany skalne i pokrycia gruzowe na zboczach, ale przede wszystkim rozległe deformacje zboczy na północnym zboczu góry Ropice, wywołane lawiną skał.